# بونوبوستوديو
بونوبوستوديو Bonobostudio هي شركة لإنتاج وتوزيع الرسوم المتحركة ومقرها في زغرب عاصمة كرواتيا.

## تاريخ
أسستها فانيا أندرييفيتش في عام 2008،   والتي عملت سابقًا في استوديو كينجيز Kenges Animation/VFX كموزعة.  أصدرت الشركة فيلمها الأول في عام 2010، بعنوان أرهيو 29 Arheo 29 للمخرج والفنان التجريبي المخضرم لاديسلاف كنيزيفيتش.
منذ ذلك الحين، أنتجت الشركة مجموعة من أفلام الرسوم المتحركة القصيرة الحائزة على جوائز مثل حياة مشبعة Imbued Life (إيفانا بوشنجاك، توماس جونسون، 2019)، ووغيرها.

## روابط خارجية
- الموقع الرسمي